# 1956 dans les parcs de loisirs
| Années des parcs de loisirs : 1953 - 1954 - 1955 - 1956 - 1957 - 1958 - 1959    |
| Décennies des parcs de loisirs : 1920 - 1930 - 1940 - 1950 - 1960 - 1970 - 1980 |

## Parcs d'attractions

### Ouverture
- Parc Merveilleux ( Luxembourg) ouvert au public le 17 mai.
- Deer Park ( États-Unis) Aujourd'hui connu sous le nom Michigan's Adventure.

## Attractions

### Montagnes russes
| Nom                         | Type/Modèle | Constructeur                  | Parc              | Pays       |
| --------------------------- | ----------- | ----------------------------- | ----------------- | ---------- |
| Jet Flyer Devenu Sea Dragon | Bois        | Philadelphia Toboggan Company | Wyandot Lake (en) | États-Unis |

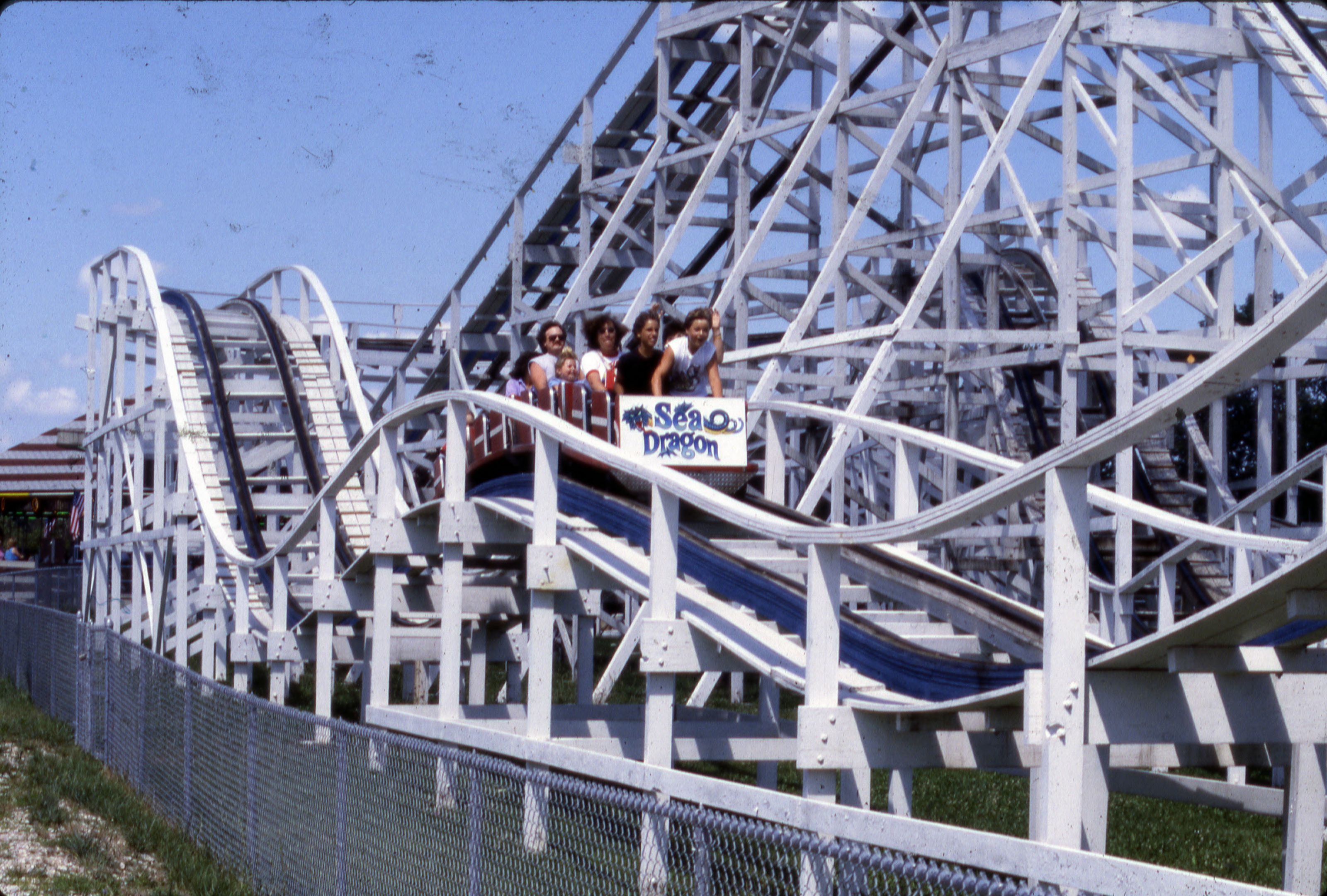
Jet Flyer

### Autres attractions
| Nom                                     | Type/Modèle        | Constructeur       | Parc           | Pays       |
| --------------------------------------- | ------------------ | ------------------ | -------------- | ---------- |
| Astro Jets                              | Manège de fusées   | WED Enterprises    | Disneyland     | États-Unis |
| Carrousel                               | Carrousel          |                    | Parc Bagatelle | France     |
| Stoomcarrousel (« carrousel à vapeur ») | Carrousel          |                    | Efteling       | Pays-Bas   |
| Indian War Canoes                       | Balade en canoës   | WED Enterprises    | Disneyland     | États-Unis |
| Petit Train                             | Train panoramique  | Orenstein & Koppel | Parc Bagatelle | France     |
| Skyway                                  | Téléphérique       | WED Enterprises    | Disneyland     | États-Unis |
| Storybook Forest                        | Bois des contes    |                    | Idlewild       | États-Unis |
| Storybook Land Canal                    | Croisière scénique | WED Enterprises    | Disneyland     | États-Unis |